# Knićanin
Knićanin (izvirno srbsko Книћанин; madžarsko Rezsőháza nemško Rudolfsgnad) je naselje v Srbiji, ki upravno spada pod Občino Zrenjanin; slednja pa je del Srednjebanatskega upravnega okraja.

## Demografija
V naselju živi 1610 polnoletnih prebivalcev, pri čemer je njihova povprečna starost 39,2 let (38,4 pri moških in 39,9 pri ženskah). Naselje ima 671 gospodinjstev, pri čemer je povprečno število članov na gospodinjstvo 3,03.
To naselje je, glede na rezultate popisa iz leta 2002, večinoma srbsko.
|  |

| Demografija | Demografija     | Demografija     |
| Leto        | Št. prebivalcev | Št. prebivalcev |
| ----------- | --------------- | --------------- |
|             |                 |                 |
|             |                 |                 |
|             |                 |                 |
|             |                 |                 |
| 1948        | 5977            |                 |
| 1953        | 1802            |                 |
| 1961        | 2169            |                 |
| 1971        | 2251            |                 |
| 1981        | 2226            |                 |
| 1991        | 2227            | 2135            |
| 2002        | 2104            | 2034            |
|             |                 |                 |

| Etnična sestava po popisu iz leta 2002 | Etnična sestava po popisu iz leta 2002 | Etnična sestava po popisu iz leta 2002 | Etnična sestava po popisu iz leta 2002 | Etnična sestava po popisu iz leta 2002 |
| -------------------------------------- | -------------------------------------- | -------------------------------------- | -------------------------------------- | -------------------------------------- |
| Srbi                                   | Srbi                                   |                                        | 1.981                                  | 97,39%                                 |
| Madžari                                | Madžari                                |                                        | 17                                     | 0,83%                                  |
| Jugoslovani                            | Jugoslovani                            |                                        | 9                                      | 0,44%                                  |
| Slovaki                                | Slovaki                                |                                        | 4                                      | 0,19%                                  |
| Hrvati                                 | Hrvati                                 |                                        | 3                                      | 0,14%                                  |
| Nemci                                  | Nemci                                  |                                        | 2                                      | 0,09%                                  |
| Muslimani                              | Muslimani                              |                                        | 2                                      | 0,09%                                  |
| Makedonci                              | Makedonci                              |                                        | 2                                      | 0,09%                                  |
| Črnogorci                              | Črnogorci                              |                                        | 1                                      | 0,04%                                  |
| Ukrajinci                              | Ukrajinci                              |                                        | 1                                      | 0,04%                                  |
| Slovenci                               | Slovenci                               |                                        | 1                                      | 0,04%                                  |
| Rusi                                   | Rusi                                   |                                        | 1                                      | 0,04%                                  |
| Bolgari                                | Bolgari                                |                                        | 1                                      | 0,04%                                  |
| Albanci                                | Albanci                                |                                        | 1                                      | 0,04%                                  |
| Neznano                                | Neznano                                |                                        | 0                                      | 0,0%                                   |